# Азовский район
Азо́вский райо́н — административно-территориальная единица и муниципальное образование (муниципальный район) в составе Ростовской области Российской Федерации.
Районный центр — город Азов (в состав района не входит).

## География
Азовский район расположен на юго-западе Ростовской области, занимает Южное побережье Таганрогского залива и дельту реки Дон. Площадь территории — 2966,0 км².
Район богат на природные ландшафты. Здесь соседствуют: южнорусская степь, приморские районы, заповедные участки донской дельты. В 1884 году в районе посажен Александровский лес.

## История
В конце XVIII — начале XIX веков шло быстрое заселение Приазовья выходцами с Украины и губерний Центральной России. В степи и по побережью возникали многочисленные села и хутора.
Во второй половине XIX века окрестности Азова становятся одним из крупных центров деятельности народников. В годы революции 1905—1907 годов по сёлам Приазовья прокатилась волна крестьянских выступлений. Полный разгром белогвардейских войск окончательно установил 1 марта 1920 года советскую власть в Приазовье.
Сам Азовский район был образован в 1924 году — вначале в составе Донского, а затем Таганрогского округа. В 1935 году район был разделён на Азовский, Александровский и Самарский районы. В 1962 году Азовский район был укрупнён вначале за счёт территории Александровского и части Батайского районов, а в 1963 году — за счёт Самарского и Аксайского районов.
В 1928 году в Азовском районе была создана первая на Северном Кавказе машинно-тракторная станция (Александровская МТС).
В годы Великой Отечественной войны, с августа 1942 по 8 февраля 1943 года, территория района была оккупирована немецко-фашистскими захватчиками.

## Население
| 2002    | 2009    | 2010    | 2011    | 2012     | 2013    | 2014    | 2015    | 2016    |
| ------- | ------- | ------- | ------- | -------- | ------- | ------- | ------- | ------- |
| 92 568  | ↘90 873 | ↗93 579 | ↗93 643 | ↘93 637  | ↗93 973 | ↗94 800 | ↗95 962 | ↗96 814 |
| 2017    | 2018    | 2019    | 2020    | 2021     |         |         |         |         |
| ↗97 033 | ↘96 991 | ↘96 944 | ↗98 084 | ↗107 022 |         |         |         |         |

Национальный состав

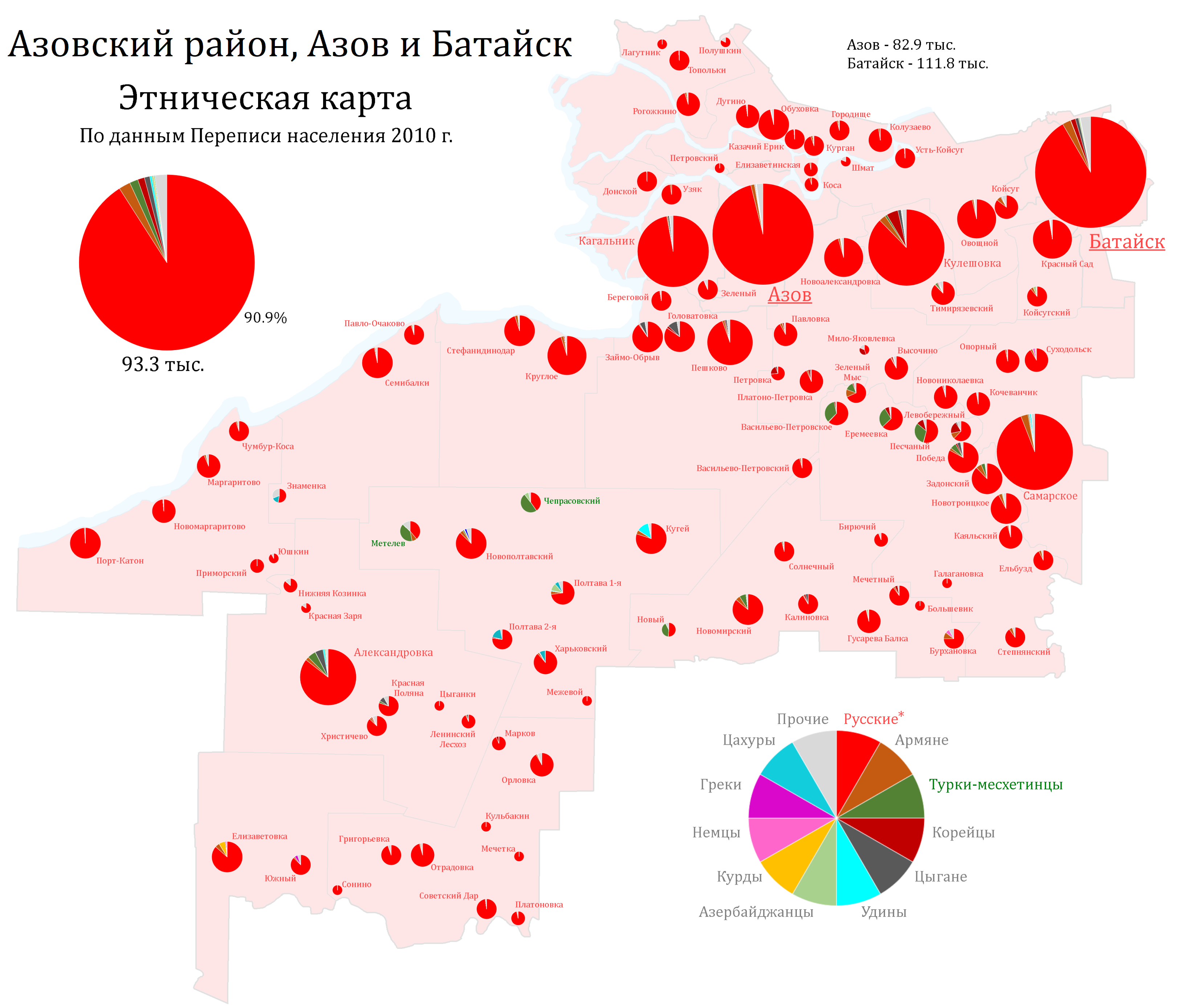
Этническая карта Азовского района, Азова и Батайска по каждому населённому пункту, перепись 2010 г.

По итогам переписи населения 2020 года проживали следующие национальности (национальности менее 0,1 % и другое см. в сноске к строке «Другие»):
| Национальность | Численность, чел. | Доля     |
| -------------- | ----------------- | -------- |
| Русские        | 96 559            | 91,53 %  |
| Армяне         | 1918              | 1,82 %   |
| Турки          | 1598              | 1,51 %   |
| Цыгане         | 1124              | 1,07 %   |
| Корейцы        | 1033              | 0,98 %   |
| Украинцы       | 483               | 0,46 %   |
| Удины          | 293               | 0,28 %   |
| Азербайджанцы  | 244               | 0,23 %   |
| Узбеки         | 173               | 0,16 %   |
| Татары         | 173               | 0,16 %   |
| Другие         | 1891              | 1,80 %   |
| Итого          | 105 489           | 100,00 % |

## Муниципально-территориальное устройство
В Азовском районе 99 населённых пунктов в составе 18 сельских поселений:
| №  | Сельские поселения                     | Админ. центр            | Количество населённых пунктов | Население | Площадь, км² |
| -- | -------------------------------------- | ----------------------- | ----------------------------- | --------- | ------------ |
| 1  | Александровское сельское поселение     | село Александровка      | 7                             | ↗5520     | 305,38       |
| 2  | Елизаветинское сельское поселение      | хутор Обуховка          | 8                             | ↘3833     | 90,87        |
| 3  | Елизаветовское сельское поселение      | село Елизаветовка       | 2                             | ↘2007     | 150,24       |
| 4  | Задонское сельское поселение           | хутор Задонский         | 13                            | ↗8533     | 237,48       |
| 5  | Кагальницкое сельское поселение        | село Кагальник          | 5                             | ↗10 165   | 80,30        |
| 6  | Калиновское сельское поселение         | хутор Гусарева Балка    | 9                             | ↘2868     | 207,16       |
| 7  | Красносадовское сельское поселение     | посёлок Красный Сад     | 2                             | ↗4948     | 35,47        |
| 8  | Круглянское сельское поселение         | село Круглое            | 2                             | ↗3783     | 141,52       |
| 9  | Кугейское сельское поселение           | село Кугей              | 8                             | ↗4077     | 302,59       |
| 10 | Кулешовское сельское поселение         | село Кулешовка          | 2                             | ↗15 187   | 65,22        |
| 11 | Маргаритовское сельское поселение      | село Маргаритово        | 6                             | ↘2982     | 182,20       |
| 12 | Новоалександровское сельское поселение | хутор Новоалександровка | 6                             | ↗5300     | 134,50       |
| 13 | Обильненское сельское поселение        | посёлок Овощной         | 4                             | ↗7349     | 114,91       |
| 14 | Отрадовское сельское поселение         | село Отрадовка          | 9                             | ↗1796     | 195,25       |
| 15 | Пешковское сельское поселение          | село Пешково            | 4                             | ↗9881     | 210,80       |
| 16 | Рогожкинское сельское поселение        | хутор Рогожкино         | 4                             | ↘1252     | 102,67       |
| 17 | Самарское сельское поселение           | село Самарское          | 5                             | ↗13 940   | 170,19       |
| 18 | Семибалковское сельское поселение      | село Семибалки          | 3                             | ↘2084     | 135,18       |

| №  | Населённый пункт     | Тип     | Население | Муниципальное образование              |
| -- | -------------------- | ------- | --------- | -------------------------------------- |
| 1  | Александровка        | село    | ↘4695     | Александровское сельское поселение     |
| 2  | Береговой            | хутор   | ↗341      | Пешковское сельское поселение          |
| 3  | Бирючий              | хутор   | ↗134      | Калиновское сельское поселение         |
| 4  | Большевик            | хутор   | ↘27       | Калиновское сельское поселение         |
| 5  | Бурхановка           | хутор   | ↘212      | Калиновское сельское поселение         |
| 6  | Васильево-Петровский | посёлок | ↘303      | Задонское сельское поселение           |
| 7  | Васильево-Петровское | село    | ↗519      | Задонское сельское поселение           |
| 8  | Высочино             | село    | ↗737      | Новоалександровское сельское поселение |
| 9  | Галагановка          | хутор   | ↘11       | Задонское сельское поселение           |
| 10 | Головатовка          | село    | ↗1479     | Пешковское сельское поселение          |
| 11 | Городище             | хутор   | ↗290      | Елизаветинское сельское поселение      |
| 12 | Григорьевка          | хутор   | ↘224      | Отрадовское сельское поселение         |
| 13 | Гусарева Балка       | хутор   | ↘577      | Калиновское сельское поселение         |
| 14 | Донской              | хутор   | ↘162      | Кагальницкое сельское поселение        |
| 15 | Дугино               | хутор   | ↗634      | Елизаветинское сельское поселение      |
| 16 | Елизаветинская       | станица | ↘102      | Елизаветинское сельское поселение      |
| 17 | Елизаветовка         | село    | ↗1979     | Елизаветовское сельское поселение      |
| 18 | Ельбузд              | хутор   | ↗390      | Задонское сельское поселение           |
| 19 | Еремеевка            | хутор   | ↗598      | Задонское сельское поселение           |
| 20 | Задонский            | хутор   | ↗1051     | Задонское сельское поселение           |
| 21 | Займо-Обрыв          | село    | ↗1557     | Пешковское сельское поселение          |
| 22 | Зелёный              | посёлок | ↘354      | Кагальницкое сельское поселение        |
| 23 | Зелёный Мыс          | хутор   | ↗154      | Задонское сельское поселение           |
| 24 | Знаменка             | посёлок | ↘89       | Семибалковское сельское поселение      |
| 25 | Кагальник            | село    | ↗9177     | Кагальницкое сельское поселение        |
| 26 | Казачий Ерик         | хутор   | ↘395      | Елизаветинское сельское поселение      |
| 27 | Калиновка            | хутор   | ↗217      | Калиновское сельское поселение         |
| 28 | Каяльский            | посёлок | ↗989      | Задонское сельское поселение           |
| 29 | Койсуг               | посёлок | ↗598      | Обильненское сельское поселение        |
| 30 | Койсугский           | разъезд | ↗184      | Красносадовское сельское поселение     |
| 31 | Колузаево            | хутор   | ↘544      | Елизаветинское сельское поселение      |
| 32 | Коса                 | хутор   | ↘133      | Елизаветинское сельское поселение      |
| 33 | Кочеванчик           | хутор   | ↗713      | Самарское сельское поселение           |
| 34 | Красная Заря         | хутор   | ↘33       | Александровское сельское поселение     |
| 35 | Красная Поляна       | хутор   | ↘210      | Александровское сельское поселение     |
| 36 | Красный Сад          | посёлок | ↗4732     | Красносадовское сельское поселение     |
| 37 | Круглое              | село    | ↗2335     | Круглянское сельское поселение         |
| 38 | Кугей                | село    | ↗1704     | Кугейское сельское поселение           |
| 39 | Кулешовка            | село    | ↗14 568   | Кулешовское сельское поселение         |
| 40 | Кульбакин            | хутор   | ↘11       | Отрадовское сельское поселение         |
| 41 | Курган               | хутор   | ↗248      | Елизаветинское сельское поселение      |
| 42 | Лагутник             | хутор   | ↘33       | Рогожкинское сельское поселение        |
| 43 | Левобережный         | хутор   | ↗250      | Задонское сельское поселение           |
| 44 | Ленинский Лесхоз     | посёлок | ↘147      | Александровское сельское поселение     |
| 45 | Маргаритово          | село    | ↘974      | Маргаритовское сельское поселение      |
| 46 | Марков               | хутор   | ↘95       | Отрадовское сельское поселение         |
| 47 | Межевой              | посёлок | ↗15       | Кугейское сельское поселение           |
| 48 | Метелев              | хутор   | ↘150      | Кугейское сельское поселение           |
| 49 | Мечетка              | хутор   | ↘5        | Отрадовское сельское поселение         |
| 50 | Мечетный             | посёлок | ↘147      | Калиновское сельское поселение         |
| 51 | Мило-Яковлевка       | хутор   | ↘26       | Новоалександровское сельское поселение |
| 52 | Нижняя Козинка       | хутор   | ↘105      | Александровское сельское поселение     |
| 53 | Новоалександровка    | хутор   | ↗2027     | Новоалександровское сельское поселение |
| 54 | Новомаргаритово      | село    | ↘486      | Маргаритовское сельское поселение      |
| 55 | Новомирский          | посёлок | ↘1310     | Калиновское сельское поселение         |
| 56 | Новониколаевка       | село    | ↘981      | Самарское сельское поселение           |
| 57 | Новополтавский       | посёлок | ↘1022     | Кугейское сельское поселение           |
| 58 | Новотроицкое         | село    | ↗1509     | Задонское сельское поселение           |
| 59 | Новый                | посёлок | ↘92       | Калиновское сельское поселение         |
| 60 | Обуховка             | хутор   | ↗1081     | Елизаветинское сельское поселение      |
| 61 | Овощной              | посёлок | ↗4896     | Обильненское сельское поселение        |
| 62 | Опорный              | посёлок | ↘400      | Самарское сельское поселение           |
| 63 | Орловка              | село    | ↘809      | Отрадовское сельское поселение         |
| 64 | Отрадовка            | село    | ↘726      | Отрадовское сельское поселение         |
| 65 | Павловка             | хутор   | ↗868      | Новоалександровское сельское поселение |
| 66 | Павло-Очаково        | хутор   | ↘314      | Семибалковское сельское поселение      |
| 67 | Песчаный             | хутор   | ↗724      | Задонское сельское поселение           |
| 68 | Петровка             | хутор   | ↗133      | Новоалександровское сельское поселение |
| 69 | Петровский           | хутор   | ↘47       | Кагальницкое сельское поселение        |
| 70 | Пешково              | село    | ↗5331     | Пешковское сельское поселение          |
| 71 | Платоновка           | хутор   | ↘62       | Отрадовское сельское поселение         |
| 72 | Платоно-Петровка     | село    | ↘415      | Новоалександровское сельское поселение |
| 73 | Победа               | хутор   | ↗1573     | Задонское сельское поселение           |
| 74 | Полтава 1-я          | хутор   | ↘551      | Кугейское сельское поселение           |
| 75 | Полтава 2-я          | хутор   | ↗218      | Кугейское сельское поселение           |
| 76 | Полушкин             | хутор   | ↗21       | Рогожкинское сельское поселение        |
| 77 | Порт-Катон           | село    | ↘1450     | Маргаритовское сельское поселение      |
| 78 | Приморский           | посёлок | ↘114      | Маргаритовское сельское поселение      |
| 79 | Рогожкино            | хутор   | ↘859      | Рогожкинское сельское поселение        |
| 80 | Самарское            | село    | ↗11 015   | Самарское сельское поселение           |
| 81 | Семибалки            | село    | ↘1707     | Семибалковское сельское поселение      |
| 82 | Советский Дар        | село    | ↘187      | Отрадовское сельское поселение         |
| 83 | Солнечный            | посёлок | ↗303      | Калиновское сельское поселение         |
| 84 | Сонино               | хутор   | ↘46       | Отрадовское сельское поселение         |
| 85 | Степнянский          | хутор   | ↘276      | Задонское сельское поселение           |
| 86 | Стефанидинодар       | село    | ↘1329     | Круглянское сельское поселение         |
| 87 | Суходольск           | посёлок | ↘767      | Самарское сельское поселение           |
| 88 | Тимирязевский        | посёлок | ↘565      | Кулешовское сельское поселение         |
| 89 | Топольки             | посёлок | ↘194      | Рогожкинское сельское поселение        |
| 90 | Узяк                 | хутор   | ↘175      | Кагальницкое сельское поселение        |
| 91 | Усть-Койсуг          | хутор   | ↘157      | Обильненское сельское поселение        |
| 92 | Харьковский          | хутор   | ↗436      | Кугейское сельское поселение           |
| 93 | Христичёво           | хутор   | ↘269      | Александровское сельское поселение     |
| 94 | Цыганки              | хутор   | ↗15       | Александровское сельское поселение     |
| 95 | Чепрасовский         | посёлок | ↘200      | Кугейское сельское поселение           |
| 96 | Чумбур-Коса          | хутор   | ↘260      | Маргаритовское сельское поселение      |
| 97 | Шмат                 | хутор   | ↗37       | Обильненское сельское поселение        |
| 98 | Южный                | посёлок | ↘312      | Елизаветовское сельское поселение      |
| 99 | Юшкин                | хутор   | ↘25       | Маргаритовское сельское поселение      |

## Экономика
На территории Азовского района имеется несколько крупных промышленных предприятий. Самое большое из них — «Кока-Кола Эйч Би Си Евразия» — специализируется на производстве безалкогольных напитков.

### Транспорт

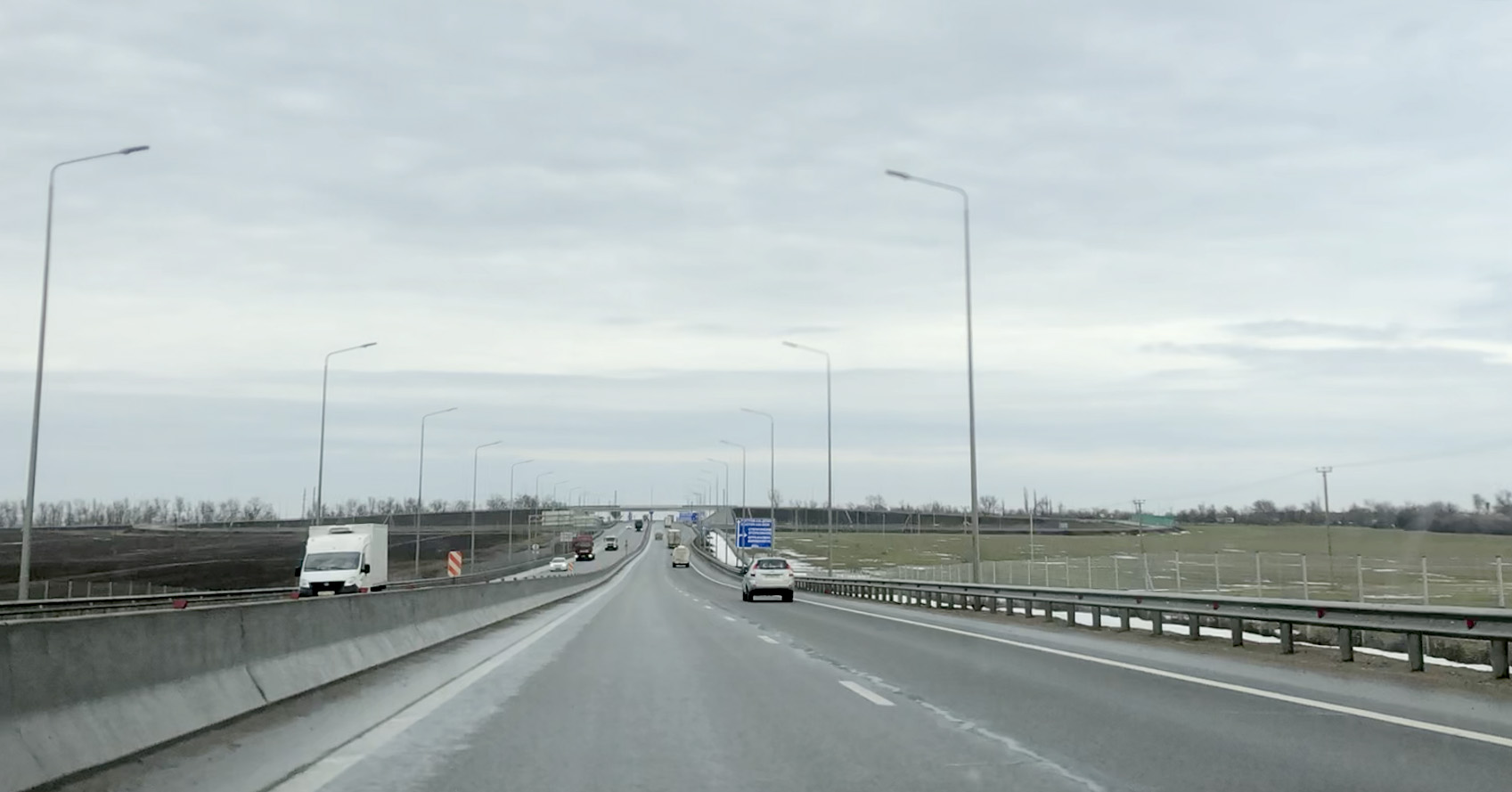
М4-Е115

По территории Азовского района проходят транспортные артерии государственного значения. Главные из них — железная дорога и автомобильная магистраль М4, связывающая центр Европейской части России с республиками Северного Кавказа. Важное народнохозяйственное значение имеют автодороги Батайск — Ейск и Азов — Староминская — Краснодар.

## Достопримечательности
На территории района находится комплексный памятник природы регионального значения Донской природный парк — участок «Дельта Дона» и особо охраняемая природная территория — Левобережный заказник.
Также на территории Азовского района находятся объекты культурного наследия регионального значения (памятники истории, архитектуры, монументального искусства). Объекты культурного наследия находятся:
- в хуторе Донской: родовой дом зажиточного казака И. А. Нефедова, родовой дом казака Шинкаренко, дом со встроенным магазином и полуподвалом купца Белоусова, родовой дом казака Ирхина Д. Н.;
- в хуторе Елизаветинская — атаманская управа Елизаветинского казачьего юрта, мужская церковно-приходская школа, женская двухлетняя церковно-приходская школа, дом торгового казака Бухарина, дом казака Маноцкого;
- в селе Маргаритово — усадьба помещика Серандинаки;
- в селе Обуховка — дом казака Демидова, дом с лавкой торгового казака Болдырева;
- на центральной усадьбе совхоза Задонский — памятник трактору ДТ-75;
- в селе Самарское у школы № 1 — памятник, самоходная артиллерийская установка СУ-85;
- в селе Обуховка — церковь Покрова Святой Богородицы святых Петра и Павла и церковь Святой Троицы, переходной мост через Ерик у Обуховской церкви, переходной мост через ерик Прорва.
- в селе Ново-Александровка — Католическая кирха;
- в селе Ново-Николаевка — Никольский православный храм;
- на берегу реки Дон в хуторе Курган — памятный знак в память судокоманды колхоза им. Ленина (малый буксир «Кашалот»);
- в дельте реки Дон на Перебойном острове — здание на месте лоцмейстерского поста. Здесь осенью 1901 года А. С. Попов и П. Н. Рыбкин участвовали в работах по установке станций беспроволочного телеграфа. Станции, приобретённые по инициативе созданного в Ростове-на-Дону Комитета донских гирл у фирмы Дюкрете, обеспечивали связь между лоцмейстерским постом на острове Перебойном и Донским гирловым маяком в Таганрогском заливе[22]:36, 148—149.

### Археология
Близ станицы Елизаветинской находится Елизаветовское городище площадью около 44 га (Танаис — 20 га), бывшее с VI по III вв. до н. э. административным, торговым и ремесленным центром в Северо-Восточном Приазовье, в котором размещалась и ставка скифской родоплеменной знати. Близ городища находились курганы и могильники, наиболее известные из которых — группа курганов «Пять братьев». Является объектом культурного наследия федерального значения.

### Палеонтология
У села Семибалки на берегу Таганрогского залива Азовского моря находится палеонтологическое местонахождение эпохи плейстоцена. Концом эоплейстоцена датируется редкое совместное нахождение крупных (бобра-трогонтерия, таманского слона, крупной лошади, эласмотерия, гомотерия, гиены, крупного лося, сложнорогого оленя, антилопы, короткорогого зубра) и мелких млекопитающих. Находки отнесены к морозовскому горизонту, черевичанской фазе и верхнечеревичанской ассоциации (таманский фаунистический комплекс). Геологический возраст находок предполагает возможность обнаружения здесь следов жизнедеятельности древнейшего человека, чьё существование могли бы поддерживать стадные травоядные обитатели степной зоны в начале четвертичного периода. Находки из Семибалки хранятся в Азовском музее-заповеднике.